# Мяут
Мя́ут (яп. ニャース ня:су, англ. Meowth) — один из покемонов, персонаж из серии игр, манги и аниме «Покемон». Впервые Мяут появился в играх Pokémon Red и Blue, где его дизайн разработал художник Кэн Сугимори. Впоследствии Мяут стал появляться на различных товарах с символикой «Покемона», а также во всевозможных анимационных и печатных адаптациях серии. Является самым узнаваемым покемоном после Пикачу.
В аниме-сериале «Покемон» Мяут — один из центральных персонажей, член преступной организации Команда R. Появляется в составе трио злодеев сериала вместе с Джесси и Джеймсом. Кроме того, в аниме появлялись другие Мяуты в эпизодических ролях, но Мяут Команды R отличается тем, что умеет говорить по-человечески. Мяут получил неоднозначную реакцию критиков: например, рецензент сайта GameDaily назвал его «милашкой» и даже счёл, что Мяут достоин собственной игры, в то время как GamesRadar счёл его «не таким уж нужным», и добавил, что на него не обращали бы внимания, если бы Мяут не был центральным персонажем в аниме.

## Концепция и характеристика

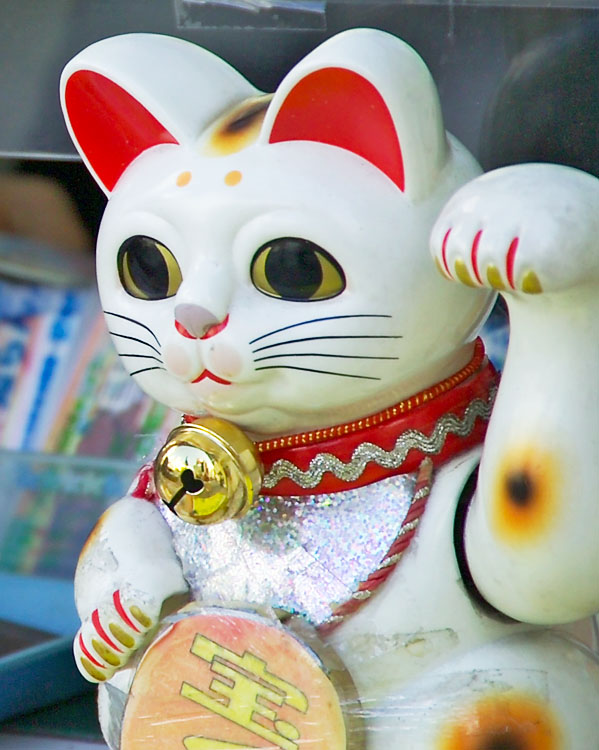
Внешность Мяута была срисована с манэки-нэко, японской статуэтки-талисмана

Мяут был одним из многих покемонов, дизайн которых Кэн Сугимори создавал для Pokémon Red и Green, разработанных студией Game Freak, известных как Pokémon Red и Blue за пределами Японии. Первоначально на японском языке покемон был назван «Нясу», но затем в Nintendo при создании американской локализации игр решили дать некоторым видам покемонов «умные и наглядные названия», которые бы больше подходили их внешности и отличительным чертам или способностям. Всё это делалось, чтобы персонажи были более понятны и легко запоминались американскими детьми и западной аудиторией в целом. Таким образом, в американской версии его назвали «Мяут» — от английских слов «meow» (с англ. — «мяу») и «mouth» (с англ. — «рот»).
Мяут очень сильно напоминает кошку. Его шерсть кремового оттенка, но на лапках и на кончике хвоста коричневая. У Мяута большая голова овальной формы, на которой выступают крупные вибриссы, уши с коричневым мехом и чёрной окаймовкой, крупные глаза, а на лбу у него находится кобан, золотая монета овальной формы (в аниме его также называли талисманом). Мяутов очень ценят благодаря их атаке Джекпот, уникальной для Мяутов и их развитых форм Персианов, которая даёт деньги. Любовь Мяута к монетам, его окрас и внешность показывают, что прототипом Мяута стала манэки-нэко, японская статуэтка кошки, служащая талисманом. Как сказал создатель «Покемона» Сатоси Тадзири, ещё одним прототипом Мяута стал кот из японской притчи, который носит своё счастье (дорогую монету) на голове и даже не подозревает об этом. Когда Мяут получает достаточное количество очков опыта и достигает 26-го уровня, он превращается в Персиана, свою развитую форму. Обычно Мяуты спят днём и ночью выходят на улицы города. Как и кошки, Мяут может втягивать когти, что позволяет ему бесшумно ходить. Этому покемону нравятся блестящие вещи, тем не менее ему больше нравится собирать вещи, которые одновременно круглые и блестящие. Мяут часто обворовывает гнёзда Маркроу, покемона, похожего на сороку, и также питающего слабость к блестящим вещам; таким образом, два вида покемонов часто обворовывают друг друга.

## Появления

### В играх
Впервые Мяут появляется в первых играх серии Pokémon Red и Blue, затем в дополнении игр Pokémon Yellow, а впоследствии и во всех играх основной серии. За Мяута можно играть в играх Pokémon Mystery Dungeon, кроме того, Мяут есть в Pokémon Snap для Nintendo 64 и в Pokémon Channel для Nintendo GameCube. Мяут появляется в эпизодической роли в файтингах-кроссоверах Super Smash Bros. и Super Smash Bros. Brawl.

### В аниме
В аниме-сериале по мотивам игр Мяут является одним из центральных персонажей и появляется почти во всех сериях аниме. Мяут является членом преступной организации Команда R и вместе со своими двумя напарниками Джесси и Джеймсом стремится украсть Пикачу у Эша, раз за разом терпя неудачи. Мяут Команды R отличается от остальных Мяутов тем, что умеет говорить и ходить на задних лапах. Он самостоятельно научился разговаривать по-человечески, так как хотел произвести впечатление на самку Мяута по имени Мяуси, но та его отвергла, и тогда Мяут вступил в Команду R, чтобы разбогатеть и стать могущественным, но его мечты не сбылись. Является самым умным в троице, но, несмотря на это, Джесси и Джеймс редко прислушиваются к его советам. Когда-то Мяут был питомцем Джиованни, босса Команды R, но впоследствии его место занял Персиан, поэтому Мяут стремится доказать боссу своё превосходство и снова стать его любимцем. В полнометражном фильме «Покемон: Мьюту против Мью» Мьюту клонирует Мяута Команды R, клон Мяута появляется также в продолжении фильма, «Покемон: Мьюту возвращается». В отличие от своего оригинала, клон Мяута не умеет разговаривать. В сезоне «Покемон: Новое сражение» у тренера по имени Тайсон, с которым Эш сражается на чемпионате в городе Эвер Гранде, также есть Мяут. Этот Мяут, одетый в костюм Кота в сапогах, с лёгкостью побеждает Пикачу Эша.

### В манге
Мяут появляется в манге Pokémon: The Electric Tale of Pikachu, основанной на аниме. Как и в аниме-сериале, Мяут действует с Джесси и Джеймсом, стремясь похитить у Эша Пикачу. Кроме того, в одной из глав манги появляется Мяуси, как и в аниме, она считает Мяута сумасшедшим из-за того, что он умеет говорить. Кроме того, у Мяуси, в отличие от аниме, есть котята. Мяут мельком появляется в первом томе манги Pokémon Adventures, когда покемоны убегают из лаборатории профессора Оука.

## Восприятие и значимость
Мяут занял четвёртое место в списке сайта GameDaily десяти персонажей Nintendo, которые заслуживают собственной игры. Рецензент GameDaily назвал Мяута «милашкой» и заметил, что его умение говорить придало ему более глубокий характер, чем у других покемонов. Сайт IGN отмечал, что, если бы Мяут не был бы одним из центральных персонажей в аниме, возможно, он бы не был так знаменит, и, кроме того, счёл его «возможно, самым смешным персонажем в сериале». Редактор газеты San Francisco Gate Джесс Хэмлин сообщила, что в фильме «Покемон 2000» Мяут несколько раз вызывает смех. Редактор IGN счёл, что Мяут популярен у незнакомых с серией людей, так как похож на кошку. Гарри Шлезингер, автор книги Pokémon Fever: The Unauthorized Guide, сообщил, что Мяут более популярен среди женской аудитории.
IGN сообщил, что было бы неплохо, если бы Мяут был играбельным персонажем в файтинге-кроссовере от Nintendo Super Smash Bros. Brawl, «если бы разработчики хотели лучше представить „Покемон“», также сочтя, что «было бы прикольно посылать его „в пролёт“». GamesRadar назвал Мяута «не таким уж полезным», и решил, что Мяут был бы аутсайдером, если бы не его значимая роль в аниме. Тот же GamesRadar счёл Мяута «пустышкой», сравнивая его со Снорлаксом, которого рецензент назвал одним из лучших покемонов всех времён. Тем не менее другой рецензент того же сайта поставил его на восьмое место в списке лучших покемонов, назвав его «ярким и запоминающимся». Редактор журнала Die Hard GameFAN Адам Пауэлл назвал Мяута своим любимым покемоном, добавив, что его голос напоминает ему голос Хитклиффа из одноимённого мультсериала. В романе Виктора Пелевина «Числа» Пикачу — альтер эго главного героя бизнесмена Стёпы, а Мяуту отведена роль альтер эго его любовницы.